# Assefa Mezgebu
Assefa Mezgebu, né le 19 juin 1978 à Sidamo, est un athlète éthiopien spécialiste des courses de fond. 
En 1998, Assefa Mezgebu remporte la médaille de bronze de la course longue distance des Championnats du monde de cross-country de Marrakech derrière les Kényans Paul Tergat et Paul Koech. Au classement par équipes, l'Éthiopie se classe deuxième. L'année suivante, lors des Championnats du monde de Séville, Mezgebu monte sur la troisième marche du podium du 10 000 m, devancé par son compatriote Haile Gebrselassie et le Kényan Paul Tergat. Il remporte en fin de saison la finale des Jeux panafricains de Johannesbourg.
Mezgebu décroche la médaille d'argent du Championnat du monde de cross-country 2000 de Vilamoura à l'issue d'un sprint final remporté par le Belge Mohammed Mourhit. Sélectionné pour les Jeux olympiques de Sydney, l'Éthiopien termine troisième de la finale du 10 000 m derrière Haile Gebrselassie et Paul Tergat. En 2001, il remporte la médaille d'argent des Championnats du monde d'Edmonton dominés par Charles Kamathi.

## Palmarès
| Année | Compétition                            | Lieu          | Résultat | Épreuve    |
| ----- | -------------------------------------- | ------------- | -------- | ---------- |
| 1995  | Championnats du monde                  | Göteborg      | 14e      | 10 000 m   |
| 1997  | Championnats du monde                  | Athènes       | 5e       | 10 000 m   |
| 1998  | Championnats du monde de cross-country | Marrakech     | 3e       | Cross long |
| 1999  | Championnats du monde                  | Séville       | 3e       | 10 000 m   |
| 1999  | Jeux panafricains                      | Johannesbourg | 1er      | 10 000 m   |
| 2000  | Championnats du monde de cross-country | Vilamoura     | 2e       | Cross long |
| 2000  | Jeux olympiques                        | Sydney        | 3e       | 10 000 m   |
| 2001  | Championnats du monde                  | Edmonton      | 2e       | 10 000 m   |

### Records personnels
- 3 000 mètres - 7 min 28 s 45 min (1998)
- 5 000 mètres - 12 min 53 s 84 min (1998)
- 10 000 mètres - 26 min 49 s 90 min (2002)